# Frubel Oceania (schip, 1968)
De Belgische cargo Frubel Oceania werd gebouwd op de Boelwerf N.V. te Temse als bouwnummer 1438 en in 1968 opgeleverd. Het vrachtschip voer voor de Belgian Fruit Lines (BFL). IMO nummer 6804628.
Deze Belgische fruitliners voerden voor de Belgian Fruit lines, leeg van Antwerpen naar de Zuid-Amerikaanse havens, waar ze daar fruit, zoals voornamelijk bananen, sinaasappelen, citroenen, ananas en ander fruit laden. Als het schip geladen was voer ze terug naar Europa met een sneltreinvaart over de Atlantische Oceaan. 
Deze vrachtschepen werden ook "fruitjagers" genoemd omdat ze met een hoge vaart, net als een torpedojager, over de zee voeren. Deze hoge snelle vaart was nodig om het fruit niet té lang in het donkere vrachtruim te laten, ondanks het ook diepgekoeld was in het laadruim.
De "Frubel Oceania" was crèmekleurig van romp en had een witte opbouw met de beige schoorsteen waarop het compagnielabel BFL vermeld stond. Het had twee masten met elk vier laadbomen en een toplichtmast op het stuurhuis. 's Nachts voerden ze meerdere lichten om te verwijzen dat het een snel vrachtschip was. Voor de zeelieden waren het geen lange overtochten, zodat ze gauw thuis waren. Vroeger duurden de los- en laadperioden veel langer dan nu. Heden is zo'n schip op een dag, zelfs korter geladen of gelost. De dagliggelden aan de kaden zijn niet goedkoop voor de rederijen en lopen snel op. Daarom wordt heden ten dage, althans in de Antwerpse haven, ook sneller gewerkt om een schip, leeg of geladen te krijgen.
Met het opkomende getij op de Schelde komen de snelle fruitjagers de stroom opgevaren naar een klaarstaande sluis in de Antwerpse haven.
De VTS (Vessel Traffic Service) weet van hun komst, vanaf de rede van Vlissingen, en laat ze met het opkomende tij de Schelde opvaren. Zodoende komen deze fruitschepen nog sneller vooruit.
Iemand die met een boot of zeiljacht op de Schelde vertoefd, moet uitkijken voor deze schepen, want ze zijn zeer snel ter plaatse.
Meestal komen ze in de Boudewijnsluis of naar de grotere zeesluizen, Berendrechtsluis of Zandvlietsluis, naargelang er een sluis gereed staat voor deze aankomende zeeschepen.
Eenmaal geschut worden ze geassisteerd door stadssleepboten, die hen naar de fruitkaaien van nº 180 tot 190 loodsen in het Albertdok. Daar worden ze afgemeerd en direct gelost aan de fruitterminals. Vroeger gebeurde het weleens dat er tropische vogelspinnen tussen de bananen zaten, maar die waren gedesoriënteerd door het felle licht en ons lagere klimaattemperatuur. Meestal werden ze uit het ruim gevangen door mensen van de Antwerpse dierentuin. 
Nu is het bijna onmogelijk door de grotere diepvrieskoude, dat deze spinnen het nog overleven, tijdens de overtocht in het koelruim.
Het schip werd in 1977 verkocht en kreeg de naam Guayaquil, vlag: Liberia. En in 1982 opnieuw, nu heet het Laureleverett en vaart onder Liberiaanse vlag.